# Сонтаранци
Сонтаранци (енгл. Sontarans) су вештачки облик живота углавном приказан у британској научнофантастичној телевизијској серији Доктор Ху и њеном спинофу Авантуре Саре Џејн. Они су ратничка врста коју карактерише њихова немилосрдност и неустрашивост смрти, а осмислио их је сценариста и будући уредник сценарија Роберт Холмс и први пут су се појавили у серијалу Доктора Хуа, Временски ратник из 1973. године.

## Карактеристике

### Култура
Сонтаранци су род хуманоида здепасте грађе, карактеристичне главе у облику куполе и имају само три прста на свакој руци, иако неки припадници њихове врсте имају пет прстију. Њихова мускулатура је израђена за ношење, а не за полугу, због велике теже на њиховој матичној планети. Рос Џенкинс у „Сонтараначкој варци“ описује главног сонтараначког зликовца генерала Стала да личи на „печени кромпир који прича“ док у наставку епизоде „Отровно небо“, пуковник Алан Мејс упоређује Сонтаранце са „троловима“. Сонтаранци потичу са велике, густе планете по имену Сонтар у „јужном спиралном краку галаксије” који има веома снажно тежино поље, што објашњава њихову сложени здепасти облик. Далеко су јачи од људи и, у недавној серији, нижи су од просечног човека.
Сонтаранци имају изузетно милитаристичку културу која цени дисциплину и част као своје највише врлине. Сваки аспект њиховог драконског друштва је усмерен ка ратовању, а свако искуство се посматра у смислу његове борбене релевантности. У Сонтараначком огледу, Четврти Доктор коментарише да „Сонтаранци никада не раде ништа без војног разлога“. У ствари, да погину јуначки у борби је њихов крајњи циљ. Осим обредног појања („Сон-тар-а!“) у „Сонтараначкој стратегији“/„Отровном небу“, никада се не виде да се упуштају у било какву активност која би се сматрала рекреацијом, иако је неколико неупадљивих коментара команданта Скорља у „Отровном небу“ указивало да размотре лов као спорт. Према речима њиховог творца Роберта Холмса, Сонтаранци имају веома развијену уметничку културу, али су је ставили на чекање за време рата док се уводно поглавље романа Временског ратника, засновано на Холмесовом непотпуном нацрту, односи на то како Линкс слуша химну Сонтаранаца док његов свемирски брод лети.
Сонтаранци приказани у серији имају одвојене, самозадовољне личности и високо развијено осећање части. У више наврата, Доктор је користио своје знање о њиховом поносу на њихову врсту да би их обмануо. У „Сонтараначкој варци“, Доктор их је ипак назвао „најбољим војницима у галаксији“.
Иако физички застрашујућа, слаба тачка Сонтаранаца је „пробни отвор“ на задњем делу њиховог врата кроз који црпе исхрану. То је такође део њиховог поступка подвојавања. У атмосферама налик на Земљу, Сонтараначко оклопно одело захтева промену гасова сваких 27 сати која се такође спроводи кроз пробни отвор. Одушка такође пружа подстицај да се настави даље у борби јер би повлачење изложило ово подручје њиховим непријатељима. Убијени су гађањем тог места ножем (Најезда времена), шрафцигером ("Потрес: Повратак Сонтаранаца") и стрелом (Временски ратник). Чак и нешто тако једноставно као што је лопта за сквош уперена у ту тачку („Сонтараначка варка“), контакт петом ципеле („Последњи Сонтаранац“), или напад воком („Рат Сонтаранаца“) је способан да их привремено онеспособи. Такође су осетљиви на „коронску киселину“ (Два Доктора). Док Сонтаранци носе заштитне шлемове у борби, борити се без њихових шлемова или бити „отворене коже“ представља част за Сонтаранце.
У епизоди „Отровно небо“ открива се да је Сонтаранско царство било у рату са Рутанима више од 50.000 година и који, негде око 2008. године, губе. Рат и даље бесни најмање 20.000 година касније, у серијалу Сонтараначки оглед. Шалило се да су две врсте толико дуго у рату да су скоро заборавили разлог зашто. (Два Доктора)
Већина Сонтаранаца приказаних у телевизијској серији имала је кратка имена од којих су многа почела почетним звуком 'ст'. Примери укључују Стајера (Сонтараначки оглед), Стора (Најезда времена), Стајка (Два Доктора), Стала („Сонтараначка варка“ / „Отровно небо“), Старка („Отварање Пандорике“), Стракса и Стенка („Победници“). Други су Скор („Сонтараначка варка“ / „Отровно небо“), Рико и Крагар („Апокалипса за Ноћ вештица“), Скак („Рат Сонтаранаца“), Линкс (Временски ратник), Варл (Два Доктора), Џаск („Крај времена“) и Каг (Авантуре Саре Џејн). Међу елементима сонтараначке војне структуре који се помињу у серији су „Сонтаранска Г3 војна процена истраживања“ и „Велики стратешки савет“, Девета сонтараначка борбена група, „Свемирска флота пете армије свемирске војске Сонтараначког корпуса“ и „Десета сонтараначка борбена флота“. Међу војним звањима су командант, маршал групе, фелдмајор, и генерал. Међу агноменима су "Непоражени", "Крвопија", "Осветник" и "Убица".

### Размножавање и родни идентитет
Сонтаранци су монородно – асексуални (врста „само за мушки род“). Они се размножавају клонирањем, а не полним размножавањем, и стога су углавном изузетно слични по изгледу. Људски ликови и у Сонтараначком огледу и „Сонтараначкој варци“ коментаришу колико су поједини Сонтаранци веома слични једни другима. Међутим, њихова висина, тон коже, црте лица, вокал и нагласак, коса, размак између зуба, па чак и број прстију варирају од приче до приче, а понекад и унутар прича. Када је Лук Ратиган питао како они разликују једни друге у „Сонтараначкој варци“, генерал Стал примећује да они исто размишљају и за људе.
У Временском ратнику, Линкс наводи да „на сонтараначкој Војној академији имамо излегање од милион кадета на свакој скупној паради“. Доктор такође коментарише у Најезди времена да се Сонтаранци могу масовно клонирати брзином до милион ембриона свака четири минута. Након тога, клоновима је потребно само десет минута да одрасту до одрасле доби. Када Сонтаранац достигне пунолетство, под надзором Врховне команде Сонтаранаца, сваки ратник одмах добија чин и шаље се у борбени задатак. Од првог дана, Сонтаранци се шаљу у битку. Звук Краљ Сонтаранаца представља јединствену прилику у којој је један Сонтаранац једини исход низа двојника, а резултујући Сонтаранац је у суштини милион Сонтаранаца у једном, што га чини далеко вишим од просека за његову врсту и недостаје му пробни отвор.
Сонтаранци се размножавају асексуално и сви Сонтаранци приказани у телевизијској серији су једног пола који се спомињу заменицама мушког рода, међутим није познато да ли поседују изразито мушку физиологију. Генерал Стал коментарише да су „речи оружје жена“ и да се двојница Марте Џоунс добро показала „за жену“ као коментар на родне неједнакости других врста. Ово карактерише сонтараначку особину: занимају их само најјачи борци у било којој групи или роду. Упркос томе, Стракс је изгледао савршено задовољан изгледом да носи хаљине у „Битка за утвару − Два дана касније“, али на крају се ипак обукао у људску господску одећу. У Временском ратнику, када је Линкс испитивао Сару Џејн, он коментарише како је људски састав за размножавање „неделотворан“ и да људи „треба да га промене“. Пошто им је више полова страно, познато је да Сонтаранци мешају мушки и женски пол. Стракс се рутински обраћа младим женама са „Дечко“ и обрнуто и тврди да није знао да је Ривер Сонг женско.
У „Сонтараначкој варци“, види се да Сонтаранци стварају људске двојнике тако што их узгајају у кадама зелене течности. У Непријатељу Бејна потврђено је да су Сонтаранци клонирани на исти начин. Код људског двојника, пупчана кост одговара пробичном отвору на полеђини Сонтаранчевог врата, што указује да отвор није сличан људском пупку, иако је очигледно сложенији.

### Технологија
Десета Сонтараначка борбена флота у новој серији састоји се од командног брода и одређеног броја капсула које се могу померити на положај када се одреди стање борбе. Сонтараначки бродови су непропусни за нуклеарне пројектиле, међутим у „Рату Сонтаранаца“ су рањиви и на набијање од стране другог сонтарског брода, као и на експлозије буради барута. И у класичној и у новој серији, Сонтаранци су приказани помоћу округлих или полукружних свемирских летелица са једним путником познатим као капсуле. Свака капсула је довољно мала да избегне откривање од стране радара и њоме управља појединачни Сонтаранац. У „Сонтараначкој варци“ је такође виђено увођење великог матичног брода из којег се могло видети да потичу мале сонтараначке капсуле. Доктор напомиње да је један брод сам по себи довољан да потпуно избрише Земљу.
Сонтаранци имају разно оружје. Њихово препознатљиво оружје је мали штап са две ручке и клипом на једном крају, што му даје стил шприца. Ово је тако да се може држати и пуцати са три прста. Ово оружје испаљује сноп који онемогућава особу која привремено може учинити особу бескорисном и емитује енергетски пулс који може да поправи системе као што је телепортовање, а појављује се у свакој причи о Сонтаранцима осим у Сонтараначком огледу. Када га је први пут употребио командант Линкс у Временском ратнику , показује способност испаљивања зрака који може да се разоружа избацивањем оружја из руке власника, хипнозом, као и сечењем кроз дрво, онемогућавањем удова и убијањем.
У Сонтараначком огледу, фелдмајор Стајер је уместо тога користио мали црвени ласерски пиштољ који је само убио (иако није убио Доктора због мале металне плоче коју је Доктор држао у унутрашњем џепу). У Најезди времена је виђено да командант Стор поново користи мали штап, али и у шестој епизоди, војник Сонтаранац користи кратки црни ласер налик пушци да покуша да пробије браву на вратима унутар ТАРДИС-а. Два Доктора су представили оружје названо Сонтараначко оружје (како је названо у скици Џим ће то да среди „Поправка са Сонтаранцима“), велику сребрну пушку са црвеним резервоаром за гориво у средини коју су користили маршал групе Стајк и Варл у трећој епизоди. Чинило се да је то нека врста бацача пламена јер је врло кратко испалио млаз пламена. Виђен је и маршал групе Стајк како носи палицу.
Све до „Сонтараначке варке“ генерал Стал би показао да палица може испалити наранџасти сноп који би могао омамити мету. У „Отровном небу“, командант Скор и његове чете носе велике ласерске пушке у битку. Ове пушке су сонтарначки топ Десете сонтараначке борбене флоте. Свака пушка има ласерски зрак који тренутно убија и израђен је за хват са три прста. У Најезди времена, њихов оклоп је показано да је отпоран на стасере Господара времена и бластере К-9. Међутим, њихов оклоп је рањив на стандардно људско ватрено оружје у „Отровном небу“, али Сонтаранци су у тој епизоди користили 'кордолански сигнал' који је изазвао ширење метака обложених бакром, ометајући већину ватреног оружја тренутно. Јединице су ово превазишле преласком на метке обложене челиком.
Прича У Пустоловинама Саре Џејн Последњи Сонтаранац је показала даља технолошка достигнућа модерних Сонтаранаца. Командант Каг, преживели пилот из Десете сонтараначке борбене флоте, имао је нешто другачији оклоп јер је био из посебних снага. Његово одело није имало рукавице, тако да су му биле видљиве голе руке, а на левој руци је била контролна табла за његово одело и брод. Његов шлем је могао да се склопи и увуче, а његово одело и брод су имали уређаје за маскирање, чинећи их обоје невидљивима. Док су војници Десете флоте били наоружани великим ласерским пушкама, Каг има мањи ласерски карабин. Уместо да хипнотише људе (као што је Сара истакла да то обично раде), Каг је причврстио неуралне контролне уређаје на задњи део врата својих људских агената. Црвено светло трепери када је у функцији, а Каг може да их покрене и заустави када жели помоћу своје контролне табле.
Пар Сонтаранаца који је покушао да нападне Трензалор у „Времену Доктора“ користио је летелицу за два човека са невидљивим пољем.

## Појављивања

### Телевизија
Током проба за њихово прво појављивање, Кевин Линдзи, који је тумачио изворног Сонтаранца Линкса, изговорио је име као Сонтаранац. Редитељ Алан Бромли покушао је да га исправи рекавши да треба да се изговара са нагласком на првом слогу. Линдзи је изјавила: „Па, мислим да је то „Синтаранац“ , а пошто сам ја из тог места, требало би да знам“. Његов жељени изговор је задржан.
Сонтаранци су се први пут појавили 1973. године у серијалу Временски ратник Роберта Холмеса где је Линкс насукан у средњем веку. Линкс користи пројектор да врати људске научнике из будућности да поправе своју летелицу.
Други Сонтаранац по имену Стајер појављује се у Сонтараначком огледу (1975), вршећи огледе на заробљеним астронаутима на далекој будућности Земље. Њихово треће појављивање је у Најезди времена где успешно нападају Галифреј, али су поново протерани после мање од једног дана. Појавили су се последњи пут у изворној серији у Два Доктора. Сонтаранци су се такође појавили у скечу за ББЦ-јев дечији програм Џим ће то да среди под називом „Поправљање са Сонтаранцима“ заједно са Колином Бејкером у улози Шестог Доктора и Џенет Филдинг у улози Теган Јованке. У епизодама Сонтаранаца се помињу и Рутанци, подједнако паравојни род са којим су Сонтаранци били у рату хиљадама година. Рутанци су виђени у Терору Фенг Рока (1977) који не приказује Сонтаранце, али се више не појављује у телевизијској серији.
Са ажурираном израдом, Сонтаранци су се вратили у оживљену серију у епизодама 4. серијала „Сонтараначка варка” и „Отровно небо” (2008). Сонтаранци планирају да тераформишу Земљу у нови свет двојника, али њихове планове је спречио Десети Доктор (Дејвид Тенант). Такође је откривено да је раса искључена из Последњег Великог временског рата из позадине оживљене серије. У епизоди „Скрени лево” (2008), исти догађаји су приказани у паралелном универзуму где Роуз Тајлер (Били Пајпер) описује њихов план као што га је осујетио Торчвуд (ликови из истоименог спинофа), по цену њихове животе, са вођом Торчвуда, капетаном Џеком Харкнесом (Џон Бароуман) који су заробили Сонтаранци. У „Украденој земљи“ (2008), откривено је да је УНИТ развио телепортациони уређај заснован на Сонтараначкој технологији. Усамљени преживели из догађаја из „Отровног неба“, командант Каг (Ентони О'Донел), следећи пут се појављује у „Последњем Сонтаранцу“ (2008) из спиноф серије Авантуре Саре Џејн. Каг се поново појављује у Непријатељу Бејна (2008). У епизоди „Крај времена − Други део” Доктора Хуа (2010), сонтараначки снајпериста (Ден Старки) накратко се појављује и прогања Докторове бивше сапутнике Микија Смита (Ноел Кларк) и његову супругу Марту Џоунс (Фрима Еџимен), али је поражен од Доктора пре него што је успео да их побије. Поред Једанаестог Доктора (Мет Смит), сонтараначке борбене флоте се виде у претпоследњој епизоди 5. серијала „Отварање Пандорике“ (2010), као део савеза Докторових непријатеља. Епизода 6. серијала „Добар човек иде у рат“ (2011) представља команданта Стракса (Старки), сонтараначког медицинског техничара коме је додељена ова улога као средство за покајање. Он се бори на страни Доктора и његових савезника, међу којима су силуријанска ратница мадам Вастра (Нив Мекинтош) и њена супруга Џени Флинт (Кетрин Стјуарт). Стракс се затим појављује заједно са Вастром и Џени у епизодама „Снежни људи“ (2012), „Гримизни ужас“, „Име Доктора“ (оба 2013) и „Дубоки удах“ из (2014). Група Сонтаранаца је такође приказана међу Трензалоровим освајачима у божићном специјалу из 2013. „Време Доктора“. Један Сонтаранац се накратко појављује у епизоди из 2015. „Суочење са гавраном“ као избеглица.
Изглед Сонтаранаца је редизајниран за последњи серијал Тринаесте Докторке где су се поново појавили у својој првој великој антагонистичкој улози од 2008. године. Први пут појавивши се у премијери серијала „Апоклипса за Ноћ вештица“, Сонтаранци планирају да искористе кризу Флукса да заузме Земљу у различитим временским раздобљима. Послали су групу у прошлост у Севастопољ из доба Кримског рата у „Рату Сонтаранаца“ као пробну вожњу, али их Докторка поражава док Ден и Карваниста уништавају главну флоту. Сонтаранци се поново појављују у „Преживелима Флукса“ где нападају и преузимају земљу током кризе Флукса захваљујући интервенцији њиховог савезника Велике змије. У „Победницима“, Докторка и њени савезници сазнају да Сонтаранци планирају да преваре Киберљуде и Далеке да их прогута Флукс, а да сами остану безбедни отимањем Лупари бродова, међутим Докторка сама отима бродове и користи Флукс догађај да уништи и Сонтараначку војску.

### Видео-игре
Порекло Сонтаранаца није откривено у телевизијској серији. Доктор Ху игрица коју је објавила ФАСА тврди да су сви они потомци генетског залиха генерала Сонтара (или Сонтариса) који је користио новоразвијене технике биоинжињеринга да клонира милионе својих двојника и уништи не-двојничко становништво. Преименовао је род по себи и претворио Сонтаранце у експанзионистичко и ратоборно друштво постављено на универзално освајање. Међутим, ово порекло нема основа ни у чему што се види у телевизијској серији.
Сонтаранци су се такође појавили као лик у рачунарској игрици Судбина Далека објављеној 5. децембра 1997. од стране ББЦ Мултимедије. Они се могу победити тако што се на њих испаљују љуте кошнице.
Сонтаранци се појављују у епизоди Доктор Ху: Пустоловних игара „Завера о баруту“.

### Друга појављивања
Продукција "Big Finish" је први пут користила Сонтаранце за своју аудио драму Јунаци Сонтара, причу о Петом Доктору (Питер Дејвисон) из 2011. године која приказује Доктора и његове пратиоце који су приморани да помогну нападном одреду Сонтаранаца против опасног непријатеља који је угрозио род Сонтаранаца угрожавајући њихове стратешке методе. Следеће су се појавили у епизоди Пет сапутника и заглавили су се у алтернативној варијанти Области смрти са Петим Доктором и разним пратиоцима. Године 2012. објављен је први Сонтаранац. Изгубљена прича са Шестим Доктором из средине 1980-их коју је написао Ендру Смит садржи Сонтаранце и Рутанце на Земљи из деветнаестог века, трагајући за научником по имену Џејкоб који је побегао кроз време и простор. Открива се да је Џејкоб из Сонтара и да је одговоран за генетски стварање Сонтаранаца као одбрану од најезде Рутанаца. Прво су развијени на Сонтаровом месецу са тешком тежом и брзо су се показали као бар у рангу са незаустављивом хордом Рутанаца. Међутим, верујући да су надмоћни, Сонтаранци су се окренули против својих твораца како би спречили да њихово знање о слабостима Сонтаранаца открију и искористе њихови непријатељи, освајајући планету Сонтар и мењајући је тако да одговара њиховој биологији. Драма се завршава тако што Доктор и Пери помажу Џејкобу и његовој жени да лажирају своју смрт како би могли да се сакрију на примитивној, одвојеној планети како би побегли од своје потребе за осветом Сонтаранцима. Сонтаранци се такође појављују у аудио драми Ране пустоловине Сонтранаца која приказује Првог Доктора (Вилијам Хартнел), Стивена Тејлора и Сару Кингдом који сусрећу Сонтаранце током најезде на колонију астероида у неком тренутку пре Сариног времена, што је навело Сару да примети да је она свесна је како ће се овај сукоб завршити из сопствених историја. Ова аудио драма служи као Докторов хронолошки најранији сусрет са Сонтаранцима. У аудио драми Терор Сонтаранаца је речено како се Седми Доктор (Силвестер Мекој) и Мел Буш (Бони Ленгфорд) сусрећу са Сонтаранцима у старој рударској колонији која је коришћена као предстража Сонтаранаца све док сложен ланац догађаја ненамерно није створио нови облик живота који је био психички измучен болом Сонтараначких жртава, приморавајући Доктора да уништи колонију у нади да ће се не-телесни ентитет претворити у нешто добронамерније. Они се такође појављују у причи из 2014. године Несрећа Сонтаранаца као део асортимана Класични Доктори, нова чудовишта. У овој причи Осми Доктор (Пол Мекган) се бори против групе Сонтаранаца предвођених генералом Стенком (Кристофер Рајан) који покушавају да уђу у највећи од свих ратова: Временски рат.
Остала појављивања Сонтаранаца укључују огранак видео снимке Умне игре, Потрес: Повратак Сонтаранаца и Да ли имате дозволу да спасите ову планету?. Три аудио драме ББВ-а: Тихи ратник, Стари војници и Уништење понашања, аудио Игра сенки и кратко појављивање у Комети неверника. Потрес је једина прилика у којој се Сонтаранци и њихови непријатељи Рутанци појављују на екрану заједно, а прилагођен је у роман Нових невиних пустоловина у којем Седми Доктор мора да спречи да Сонтаранци стекну јасну предност у сукобу.
Појавили су се и у неколико огранак романа, међу којима су и Господар олује Дејвида А. Мекинтија у ком Пети Доктор и Турло морају да зауставе сонтараначку шему да преузму контролу над светом колоније где је Цун технологија скривена. У Лекарима бесконачности Ленса Паркина очигледно алтернативна варијанта Доктора је преговарала о миру између Сонтаранаца и Рутаначког вође када су двојица од њих неколико сати остављени заробљени у ТАРДИС-у и почели да разговарају због немогућности да се међусобно убијају. У том роману се појавио и генерал Сонтар. У Кристалном Букефалу Крега Хинтона, име њихове планете је дато као Сонтара. Сонтаранци се такође накратко појављују у Осам Доктора које је агент Небеске интервентне агенције послао у Око Ориона да убију Петог и Осмог Доктора. Роман Хушкач види како се Сонтаранци придружују савезу ванземаљских родова које је окупио Пети Доктор како би поразили војску плаћеника одметнутог временског господара Морбијуса, иако Сонтаранци нису свесни да прате Доктора док он усваја псеудоним 'Врховни координатор', који Његови телохранитељи Огронци скраћују га у 'Врховни'.
Године 1982. у новели Џин Ејри Доктор и Ентерпрајз приказан је прелаз између универзума Доктора Хуа и Звезданих стаза у којем се Четврти Доктор (Том Бејкер) налази на БСД Ентерпрајзу. Ентерпрајз је нападнут од сонтараначке флоте (која је непрепознатљива за капетана Кирка и посаду), што је навело Доктора да хитно упозори посаду да напусти подручје.
Појављују се 2009. године у новели Сонтараначке игре Џеклин Рајнер у којој се појављује Десети Доктор и појављују се у књизи Нових невиних пустоловина (Доктор Х) Заузимање Челсија 426 од Давида Луелина у којој се појављује Десети Доктор који се оба пута борио против Рутанског вође.
Године 2008. као део првих могућности лика 4. серијала 2008 талас акционих фигура, објавили су неке Сонтаранце акционе фигуре. Међу њима су генерал Стал, командант Скор и неколико војника Сонтаранаца.
Сонтаранци се помињу у аудио књизи Светски бес када јњ Клајд Лангер (Данијел Ентони) рекао да не може да разуме зашто би Лук Смит (Томи Најт) и Рани Чандра (Анђли Мохиндра) желели да читају о измишљеним пустоловинама када су се суочили са Сонтаранцима.

### Стрипови
Сонтаранци су се такође појављивали неколико пута у стрипу Часописа Доктор Ху и као противници Доктора и у стриповима у којима с ене појављује Доктор. У Аутсајдеру (ЧДХ #25-26), аутора Стива Мура и Дејвида Лојда, Сонтаранац по имену Скрант је напао свет Брахтилиса уз несвесну помоћ месног астролога Демимона. Четврти Доктор се суочио са Сонтаранцима у Змајевој канџи (ЧДХ #39-#45), аутора Стива Мура и Дејва Гибонса, где је посада Сонтаранаца претила Кини 1522. године.
У краткој причи Стивена Мофата „Шта сам урадио на божићним празницима од Сали Спероу“ (основа за епизоду Десетог Доктора „Трептај“), Девети Доктор води борбу мачевима на крову са два Сонтаранаца у Истанбулу 21. века побеђујући их уз помоћ шпијунке Сали Спероу, очигледно пре догађаја „Роуз“ у његовом личном временском току.
Завичајни свет Сонтаранаца је уништен у будућности током догађаја у стрипу Седмог Доктора Чистокрвни (ЧДХ #193-196), али је сонтараначки род опстао, омогућавајући даље клонирање. Трака је увела концепт "чистокрвних" Сонтаранаца који нису рођени клонирањем. Сонтаранци се такође појављује у соло стрипу Кротона Неприродно рођене убице (ЧДХ #277) и дебију у стрипу Десетог Доктора Веридба Сонтаранаца (ЧДХ #365-#368), Џона Томлинсона и Ника Абаџиса, где је Сонтаранац радио на платформи на леденој планети Сера која је под нападом тајанствене силе.